# Mobiler Landfunkdienst

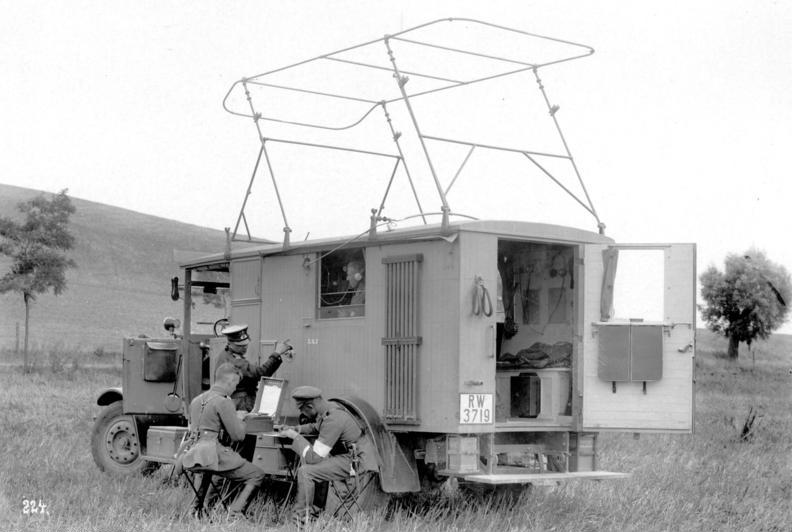
Mobile Landfunkstelle mit Dachantenne für Steilstrahl-Abstrahl-Charakteristik (NVIS) der Reichswehr (1928)

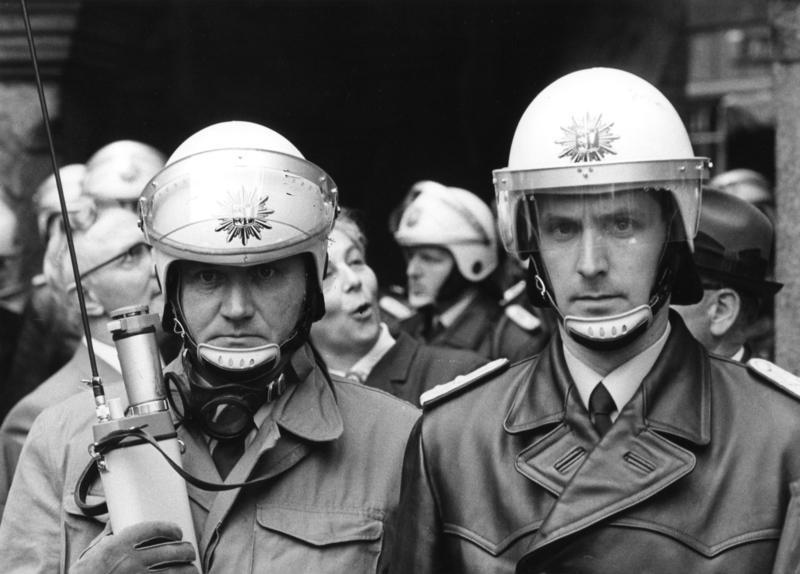
Polizeifunkgerät Typ Teleport VI (1969)

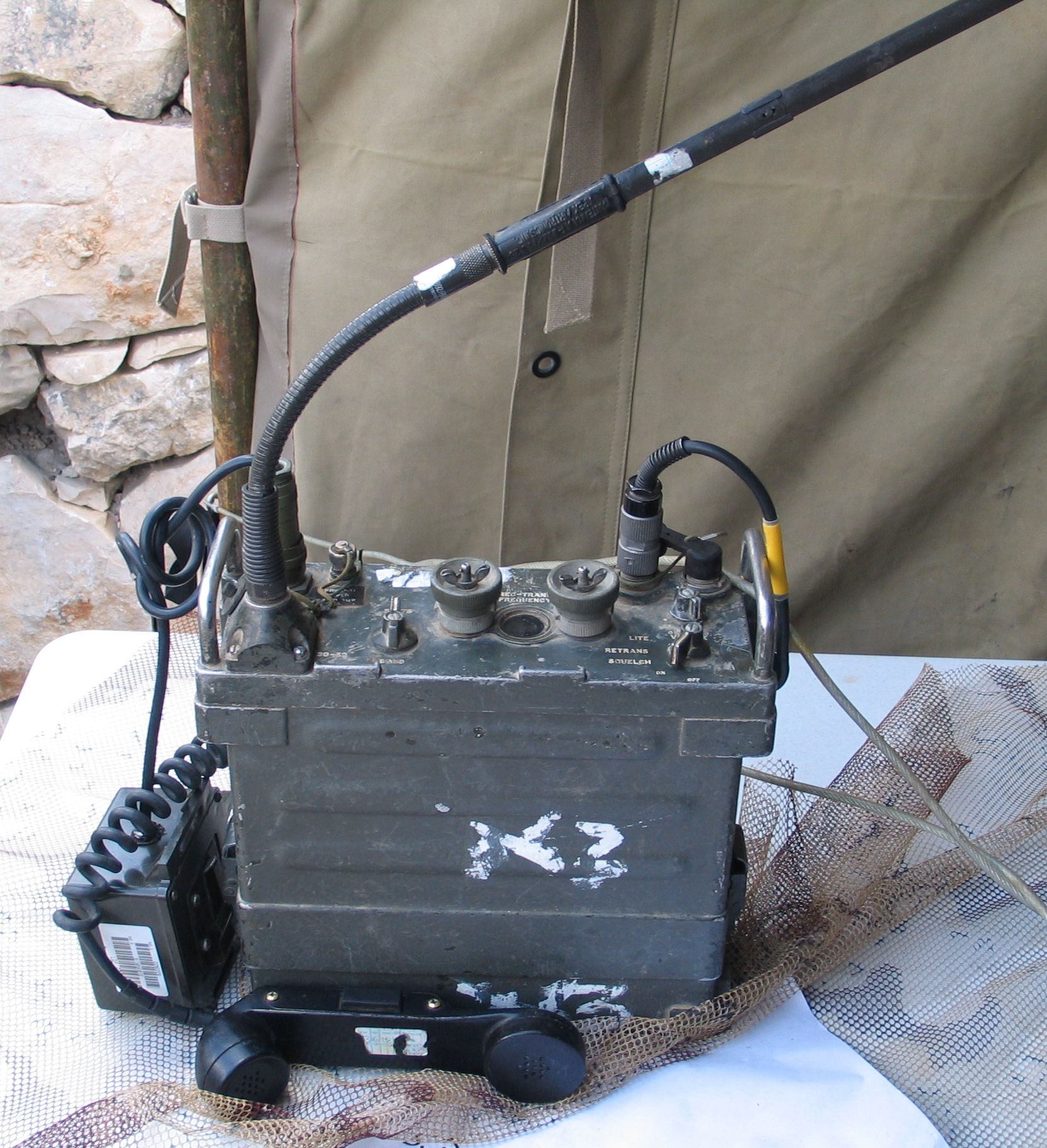
VHF-Militärfunkgerät AN/PRC-77

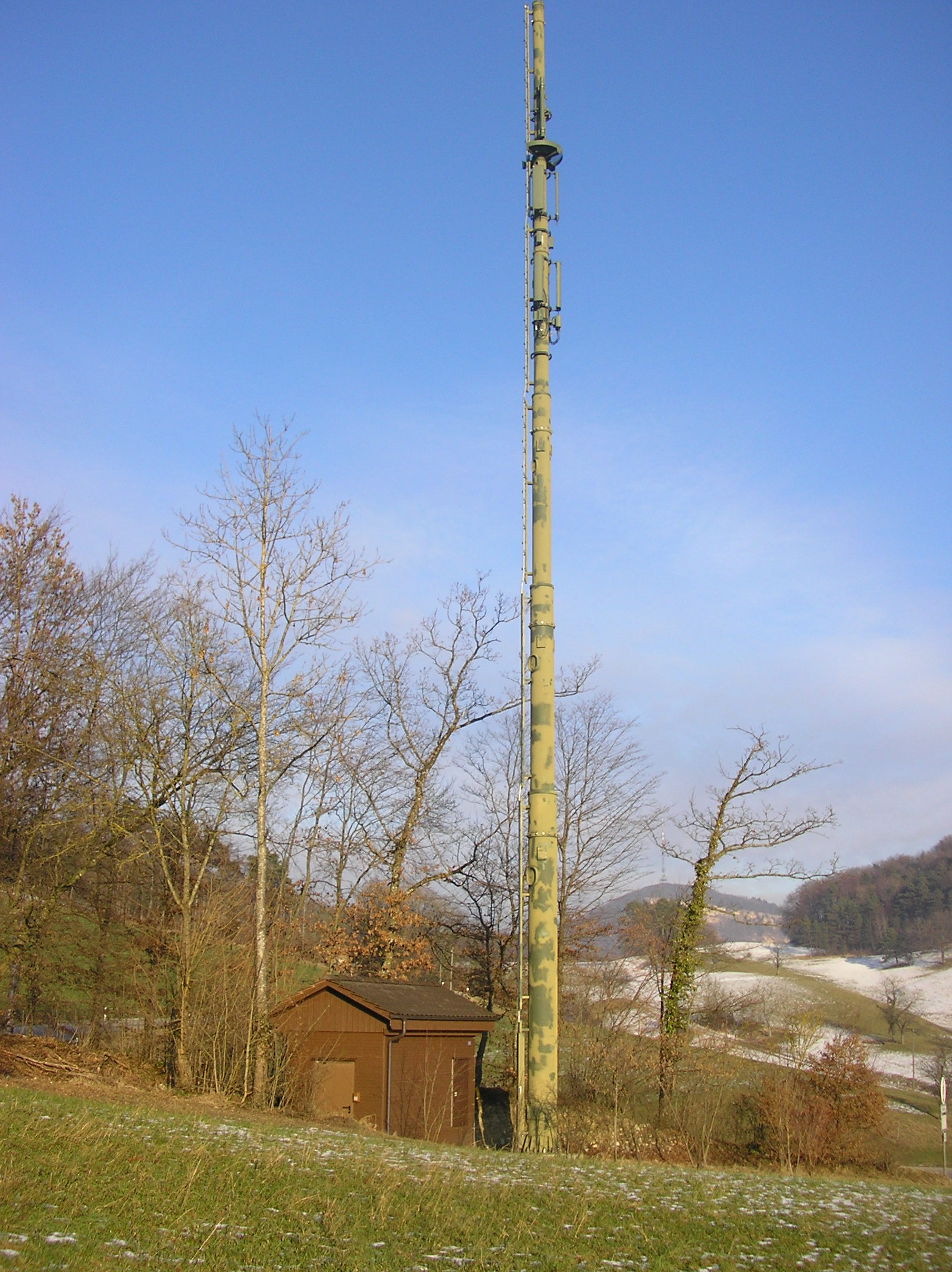
Tetrapol-Antennenmast in CH (2011)

Der mobile Landfunkdienst (englisch land mobile service) ist gemäß Definition der Internationalen Fernmeldeunion ein Funkdienst zwischen ortsfesten und mobilen Landfunkstellen oder zwischen mobilen Landfunkstellen.

## Beispiele
- Betriebsfunk
- Polizeifunk
- BOS-Funk (Deutschland)
- Global System for Mobile Communications (GSM)
- VHF-Truppenfunk (Deutschland)

## Deutschland

### Frequenzen
Im Frequenzbereichszuweisungsplan der Bundesrepublik Deutschland sind dem Mobilen Landfunkdienst insgesamt 22 Frequenzteilbereiche von 1.606,5 kHz bis 148 MHz zugewiesen, in denen für zivile und militärische Nutzer, aber auch für Behörden und Organisationen mit Sicherheitsaufgaben (BOS) Einzelfrequenzen oder Frequenzkanäle zugeteilt werden können.

### BOS-Funk
Im Einsatz, insbesondere in der Zusammenarbeit mit anderen Hilfsorganisationen, ist es erforderlich, dass ein organisationsübergreifender Informationsaustausch erfolgen kann. Hierzu wird der Funk der Behörden und Organisationen mit Sicherheitsaufgaben (BOS-Funk) genutzt. Dieser gehört zum nichtöffentlichen mobilen Landfunkdienst (nömL).

### Sprechfunkverkehr in Kraftfahrzeugen
Das Betreiben einer Sendeempfangsanlage (Betriebsfunk, BOS-Funk, Amateurfunk, Jedermannfunk, Mobilfunk/Handy/Autotelefon) in Kraftfahrzeugen ab Baujahr 1995 ist nur gestattet, wenn das Funkgerät ein E-Prüfzeichen besitzt, ansonsten kann durch die mögliche Beeinflussung (EMV) der Kfz-Elektronik die allgemeine Betriebserlaubnis (ABE) erlöschen.
Das sogenannte Handyverbot am Steuer gilt grundsätzlich auch für die Verwendung von Funkgeräten durch den Fahrzeugführer in Kraftfahrzeugen. Die Nutzung von Funkgeräten blieb jedoch noch bis zum 30. Juni 2021 erlaubt. Mit dieser Ausnahme soll die Nachrüstung mit Freisprecheinrichtungen ermöglicht werden, welche noch nicht in ausreichender Qualität im Markt verfügbar sein sollen.
Von dem Nutzungsverbot sind weiterhin Fahrzeugführer im BOS-Funk (z. B. Polizei, Feuerwehr, Rettungsdienst usw.) dauerhaft befreit, sofern kein Beifahrer verfügbar ist.